# Episodi di Les Mystères de l'amour (ventottesima stagione)
La ventottesima  stagione della serie televisiva Les Mystères de l'amour è andata in onda in Francia dal 23 gennaio al 24 aprile 2022 sul canale Telemontecarlo.
In Italia è inedita.
| nº | Titolo originale          | Titolo italiano | Prima TV Francia | Prima TV Italia |
| -- | ------------------------- | --------------- | ---------------- | --------------- |
| 01 | Aveu brutal               |                 | 23 gennaio 2022  |                 |
| 02 | Peut-être pas             |                 | 29 gennaio 2022  |                 |
| 03 | Retour de fête            |                 | 30 gennaio 2022  |                 |
| 04 | Arc en ciel et diamants   |                 | 5 febbraio 2022  |                 |
| 05 | Départs séparés           |                 | 12 febbraio 2022 |                 |
| 06 | Bruxelles                 |                 | 13 febbraio 2022 |                 |
| 07 | Triste voyage             |                 | 19 febbraio 2022 |                 |
| 08 | La triste histoire        |                 | 20 febbraio 2022 |                 |
| 09 | Danger persistant         |                 | 26 febbraio 2022 |                 |
| 10 | Encore une fois           |                 | 27 febbraio 2022 |                 |
| 11 | Dévoilée                  |                 | 5 marzo 2022     |                 |
| 12 | Vengeance imminente       |                 | 6 marzo 2022     |                 |
| 13 | Retournements imprévus    |                 | 12 marzo 2022    |                 |
| 14 | Famille d'accueil         |                 | 13 marzo 2022    |                 |
| 15 | Tout près du ciel         |                 | 19 marzo 2022    |                 |
| 16 | Le temps des soupçons     |                 | 20 marzo 2022    |                 |
| 17 | Je tue... elles           |                 | 26 marzo 2022    |                 |
| 18 | Concert inattendu         |                 | 27 marzo 2022    |                 |
| 19 | Dangereux retour          |                 | 2 aprile 2022    |                 |
| 20 | C'est bon de revenir      |                 | 3 aprile 2022    |                 |
| 21 | Recherches et méditation  |                 | 9 aprile 2022    |                 |
| 22 | Amours, prières et danger |                 | 10 aprile 2022   |                 |
| 23 | Sauvetage en mer          |                 | 16 aprile 2022   |                 |
| 24 | Troublante coïncidence    |                 | 17 aprile 2022   |                 |
| 25 | Dangereux bouquet         |                 | 23 aprile 2022   |                 |
| 26 | Enfin!                    |                 | 24 aprile 2022   |                 |